# Bataille de Lüshunkou
Guerre sino-japonaise (1894-1895)
Batailles
Première guerre sino-japonaise
- Palais de Gyeongbok
- Pungdo
- Seonghwan
- Pyongyang
- Yalou
- Jiuliancheng
- Lüshunkou
- Port-Arthur
- Weihaiwei
- Yingkou
- Pescadores

La bataille de Lüshunkou (旅順口の戦い, Ryōjunkō-no-tatakai) est un affrontement terrestre de la première guerre sino-japonaise. Elle se déroule le 21 novembre 1894 à Lüshunkou en Manchourie (plus tard appelé Port-Arthur dans l'actuelle province chinoise du Liaoning). Elle est parfois nommée dans les sources occidentales de l'époque bataille de Port-Arthur mais ce nom est aujourd'hui utilisé pour désigner la bataille éponyme de la guerre russo-japonaise de 1904.

## Contexte
Après la bataille de Jiuliancheng au fleuve Yalou, et les engagements mineurs suivants dans la péninsule du Liaodong, l'objectif stratégique du Japon est de capturer la base navale de Lüshunkou, appelée en Occident Port-Arthur, très fortifiée et de grande importance stratégique. Cette station maritime avait été construite par le gouvernement Qing seize ans plus tôt, et était considérée comme supérieure à Hong Kong du point de vue de ses installations. Défendue par un terrain accidenté et protégée par des fortifications et une artillerie puissante, elle était considérée comme une place forte imprenable. Lüshunkou possédait aussi la seule cale sèche de Chine et de l'équipement moderne capable de réparer les navires de guerre de la flotte de Beiyang, et sa perte signifierait que la Chine serait incapable de réparer ses navires endommagés au combat. La situation géographique de Lüshunkou, à l'entrée de la mer de Bohai, permettait également de contrôler l'accès maritime vers Pékin.

## La bataille
La 1re armée de l'armée impériale japonaise du général Ōyama Iwao est divisée en deux groupes, l'un marchant vers le Nord pour faire diversion en menaçant l'ancienne capitale des Qing, Mukden, et l'autre en route vers le Sud pour prendre Lüshunkou à l'extrémité de la péninsule du Liaodong. La 2e armée des généraux Yamaji Motoharu et Nogi Maresuke débarque à Pi-tse-wo (actuelle ville de Pikou dans la province du Liaoning) le 24 octobre 1894. Le 6 novembre 1894, les forces de Nogi capturent la ville fortifiée de Jinzhou en rencontrant peu de résistance et isolent ainsi l'accès terrestre à Lüshunkou.
Le jour suivant, 7 novembre 1894, Nogi marche sur le port de Dalian qui ne résiste pas non plus car ses défenseurs ont fui vers Lüshunkou la nuit précédente. La capture des installations portuaires intactes facilite grandement les lignes d'approvisionnement japonaises, et dans leur hâte, les défenseurs ont même laissé les plans des champs de mines et des détails des défenses de Lüshunkou.
Pour aggraver encore plus la situation de Lüshunkou, la flotte de Beiyang reçoit l'ordre du vice-roi Li Hongzhang (basé à Tianjin) de se retirer jusqu'à Weihaiwei plutôt que de prendre le risque d'affronter la marine impériale japonaise, et ne participe ainsi pas à la défense de la ville. Pire encore, lorsqu'il se retire de Lüshunkou, le navire amiral de la flotte de Beiyang, le Zhenyuan (en), heurte des rochers à l'entrée du port de Weihaiwei et s'échoue. Comme le seul port capable d'effectuer des réparations est Lüshunkou, le navire est mis hors de combat jusqu'à la fin de la guerre.
Des escarmouches près de Lüshunkou commencent le 20 novembre 1894, provoquant une panique chez les défenseurs qui se livrent alors au pillage et à la destruction. La plupart des officiers Qing fuient sur deux petits bateaux restés au port, abandonnant leurs hommes à leur destin.
L'attaque sur Lüshunkou commence après minuit le 21 novembre 1894. Sous un feu nourri, les forces japonaises prennent d'assaut les importantes défenses terrestres jusqu'à midi le lendemain. Les fortifications côtières tiennent un petit peu plus longtemps, mais la dernière est capturée par les Japonais à 17h00. Durant la nuit du 22 novembre 1894, les défenseurs chinois restants désertent leurs positions, abandonnant 57 canons de gros calibre et 163 pièces d'artillerie de petit calibre. Les fortifications, les installations portuaires et une grande quantité de charbon sont capturés quasiment intacts par les Japonais.
Lorsque les forces japonaises entrent dans la ville, des soldats chinois déguisés en civil leur tirent dessus depuis les maisons. Les Japonais répondent en les recherchant maison après maison et en tuant beaucoup d'hommes qui résistent encore.
Les pertes chinoises sont officiellement estimées à 4 000 tués. Les Japonais ne perdent que 29 hommes tués et 233 blessés.

## Suites de la bataille

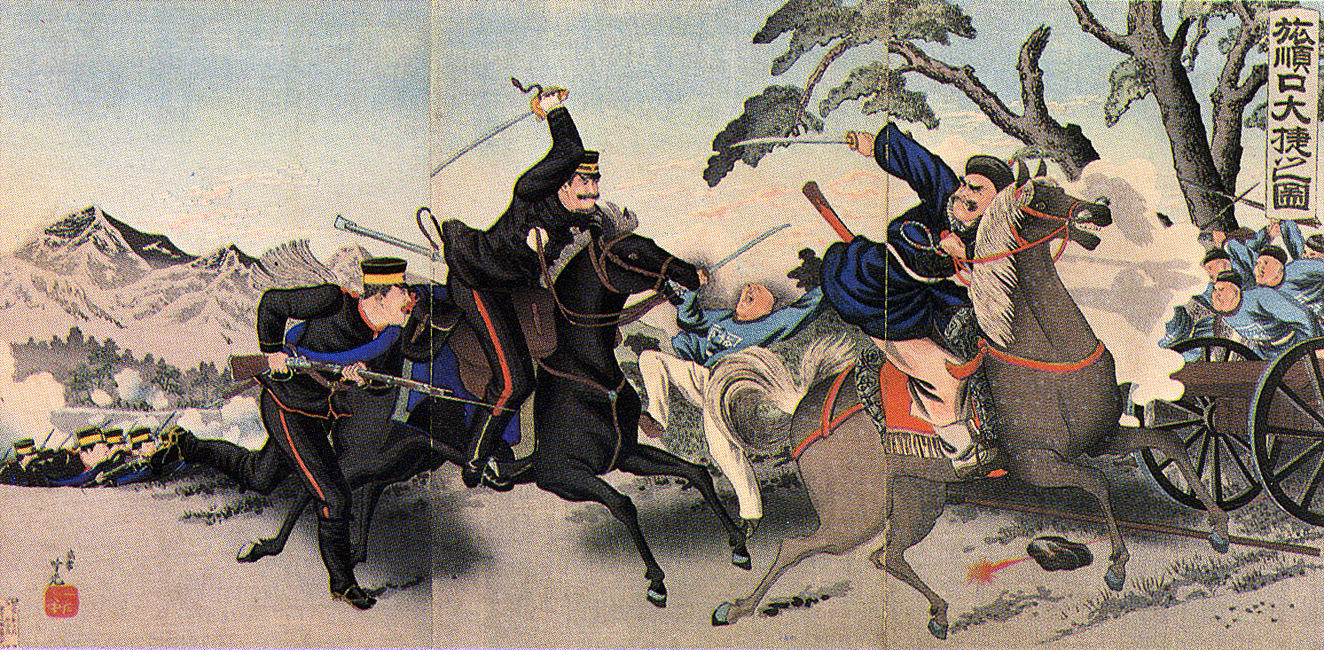
Ukiyo-e d'Adachi Ginko représentant une scène de la bataille de Lüshunkou (novembre 1894).

La rapidité de la victoire japonaise à Lüshunkou est considérée comme le tournant de la guerre par les observateurs occidentaux et constitue un grand coup porté au prestige du gouvernement Qing qui répond en niant la chute de la base navale, et démet Li Hongzhang de ses titres officiels.
Cependant, le prestige japonais est diminué par le récit de massacre à grande échelle sur les habitants chinois de la ville par les troupes japonaises victorieuses, supposément en réaction à la torture et au meurtre de prisonniers de guerre japonais par les Chinois à Pyongyang et ailleurs. Le récit, réalisé par un journaliste occidental connu pour son sensationnalisme et son journalisme jaune est grandement critiqué car d'autres correspondants présents sur les lieux ont d'abord nié les évènements s'y étant déroulés. La nouvelle du massacre atteint très vite l'Occident, fragilisant l'image publique du Japon et torpillant ses efforts de renégocier les traités inégaux avec les États-Unis. L'évènement vient à être connu sous le nom de massacre de Port-Arthur.

## Source de la traduction
- (en) Cet article est partiellement ou en totalité issu de l’article de Wikipédia en anglais intitulé « Battle of Lushunkou » (voir la liste des auteurs).